# Kel Ajjer
I Kel Ajjer o più raramente anche Kel Azjar e Kel azdjer, sono una confederazione tuareg che vivono  nella parte occidentale della Libia e orientale dell'Algeria. La capitale della confederazione è Ghat e parlano la lingua Tamahaq.

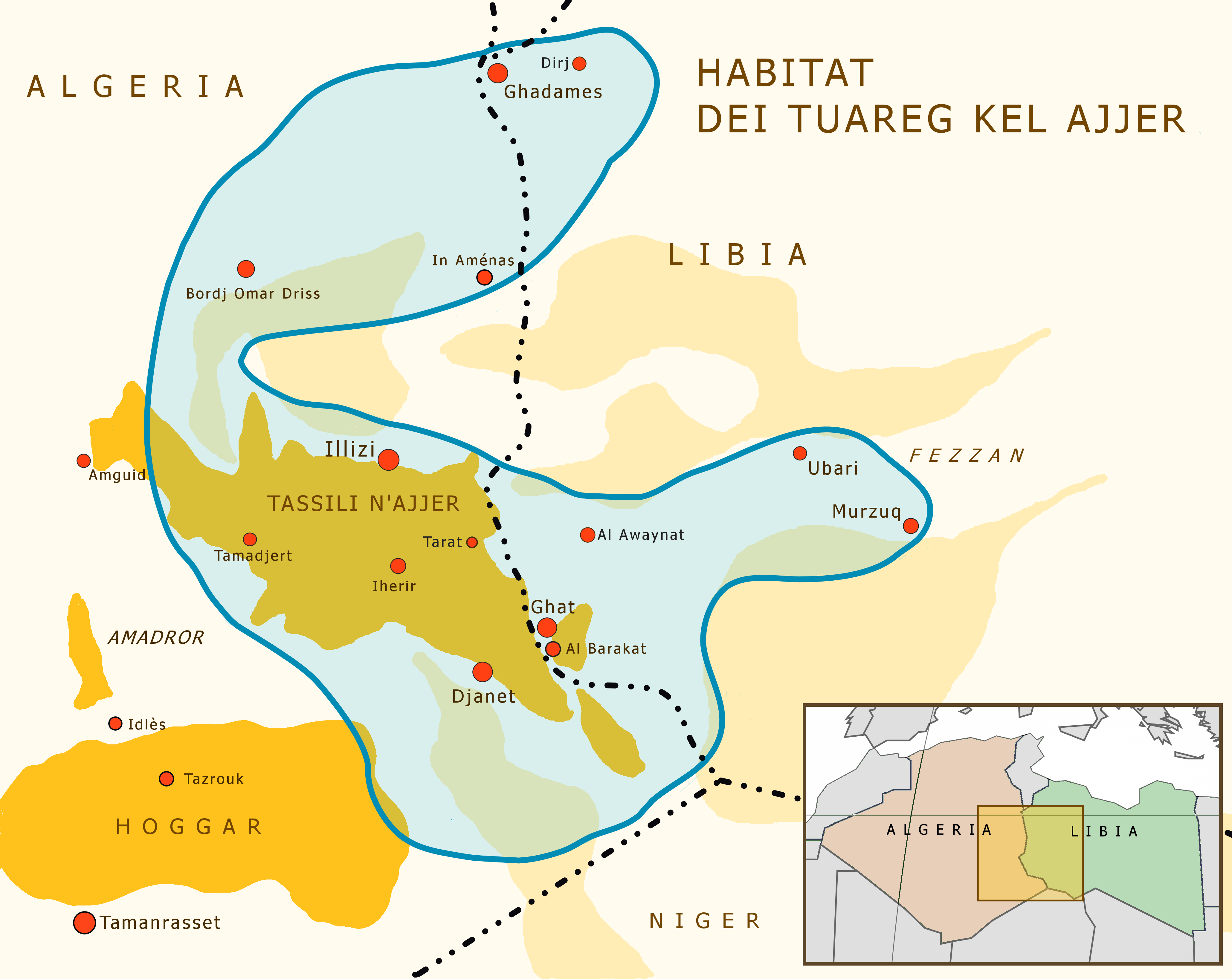
Habitat della confederazione tuareg dei Kel Ajjer